# Греко-католицька церква Хорватії та Сербії
Гре́ко-католи́цька це́рква Хорва́тії та Се́рбії (лат. Ecclesia Graeco-Catholica Croatiae et Serbiae; сербохорв. Grkokatolička crkva u Hrvatskoj i Srbiji, Гркокатоличка црква у Хрватској и Србији), яку іноді називають, посилаючись на її візантійський обряд, Візанті́йською католи́цькою це́рквою Хорва́тії та Се́рбії (лат. Byzantinum Ecclesia Catholico Croatiae et Serbiae) — східно-католицька юрисдикція sui iuris, яка знаходиться в повному євхаристійному спілкуванні з Латинською церквою, так і з 22 іншими східно-католицькими церквами, утворюючи разом Католицьку церкву. Церква складається з греко-католицької Крижевецької єпархії, яка охоплює Хорватію, Словенію, Боснію та Герцеговину, та греко-католицьку єпархію святого Миколая в Руському Крстурі, що охоплює Сербію. Крижевську єпархію очолював єпископ Нікола Кекіч до своєї пенсії в березні 2019 року, і відтоді єпархією керує апостольський адміністратор Мілан Стипич. Єпархію в Руському Крстурів очолює єпископ Джура Джуджар з моменту призначення у 2003 році (до 2018 року апостольським екзархом).
Хоча дві єпархії канонічно пов'язані, Церква не має єдиної структури, ані власної церковної провінції, оскільки Крижевська єпархія є суфраганом Латинської архієпархії Загреба, а Єпархія Руських Крстур безпосередньо підпорядковується Святому Престолу.

## Історія
Перші греко-католицькі парафії на території Хорватії почали з'являтися наприкінці XVI — початку XVII століття. Вони складалися з сербів, що тікали від турецького ярма на територію Габсбурзької імперії та навернулися у католицизм, зберігши візантійський обряд богослужіння. Згодом етнічний склад греко-католицьких громад став різноманітнішим: серби, хорвати, а також русини, що мігрували з Карпат на Балкани.
У 1611 році був призначений підлеглий латинському єпископові Загреба вікарій для греко-католиків Хорватії, чия резиденція перебувала в монастирі Марча, поруч із Іванич-Градом (на південний схід від Загреба). В 1777 році папа Пій VI заснував Крижевецьку греко-католицьку єпархію. Через напружені відносини хорватських греко-католиків з латинським кліром спочатку Крижевецький єпископ став суфраганом примаса Угорщини, лише в 1853 році він був перепідпорядкований загребському архієпископові.
Після закінчення Першої світової війни і виникнення Югославії юрисдикція єпархії Крижевців була поширена на територію всієї країни. Після ліквідації в 1924 році апостольського екзархату для греко-католиків Північної Македонії македонські громади візантійського обряду також увійшли в Крижевецьку єпархію. З цього моменту й до кінця XX століття єпархія поєднувала греко-католиків п'яти різних етнічних груп — хорватів і сербів; русинів, що переїхали в XVIII столітті з Карпат (головним чином зі Словаччини); українців, що емігрували з Галичини; македонців та невелику кількість румунів у сербському Банаті.
До 2001 року Крижевицька греко-католицька єпархія мала повну юрисдикцію над усіма східними католиками візантійського обряду на всій території колишньої Югославії, включаючи всі держави-наступниці: Хорватію, Словенію, Боснію та Герцеговину, Сербію, Чорногорію та Північну Македонію. У той час воно здебільшого збирало своїх вірних серед хорватів у центральній та східній Хорватії, серед паннонських русинів (українців) у Східній Хорватії, північній Боснії та північній Сербії та серед македонян у Північній Македонії.
Після утворення незалежних держав-наступниць від тієї, що була Югославією, було розпочато процес адміністративної реорганізації. У 2001 році для греко-католиків у Північній Македонії був утворений окремий греко-католицький Апостольський екзархат Македонії. Вона була повністю відокремлена від Крижевської єпархії і проголошена безпосередньо підпорядкованою лише Святому Престолу.
У 2003 році для греко-католиків у Сербії та Чорногорії був створений новий апостольський екзархат — Апостольський екзархат Сербії та Чорногорії. Перший його екзарх Джура Джуджар (Ђура Џуџар) був призначений у 2003 році з резиденцією в Руському Крстурі. Цей екзархат залишався спільно з Крижевецькою єпархією.
Після цих змін юрисдикція Крижевської єпархії була обмежена Хорватією, Словенією та Боснією та Герцеговиною.
У 2013 році всі католики візантійського обряду в Чорногорії були довірені місцевим латинським єпископам, тому юрисдикція Апостольського екзархату Сербії та Чорногорії була зведена лише до Сербії. Апостольський екзархат Сербії був зведений до Греко-католицької єпархії в Руському Крстурі у грудні 2018 року.

## Літургія та кількість вірних
Літургія — це слов'янська форма візантійського обряду, що використовує староцерковнослов'янську мову та кирилицю.
Крижевська єпархія повідомила за 2010 рік 21 509 вірних (у Хорватії, Словенії та Боснії та Герцеговині). На той час Апостольський екзархат для Сербії та Чорногорії повідомив про 22 369 вірних.

## Галерея

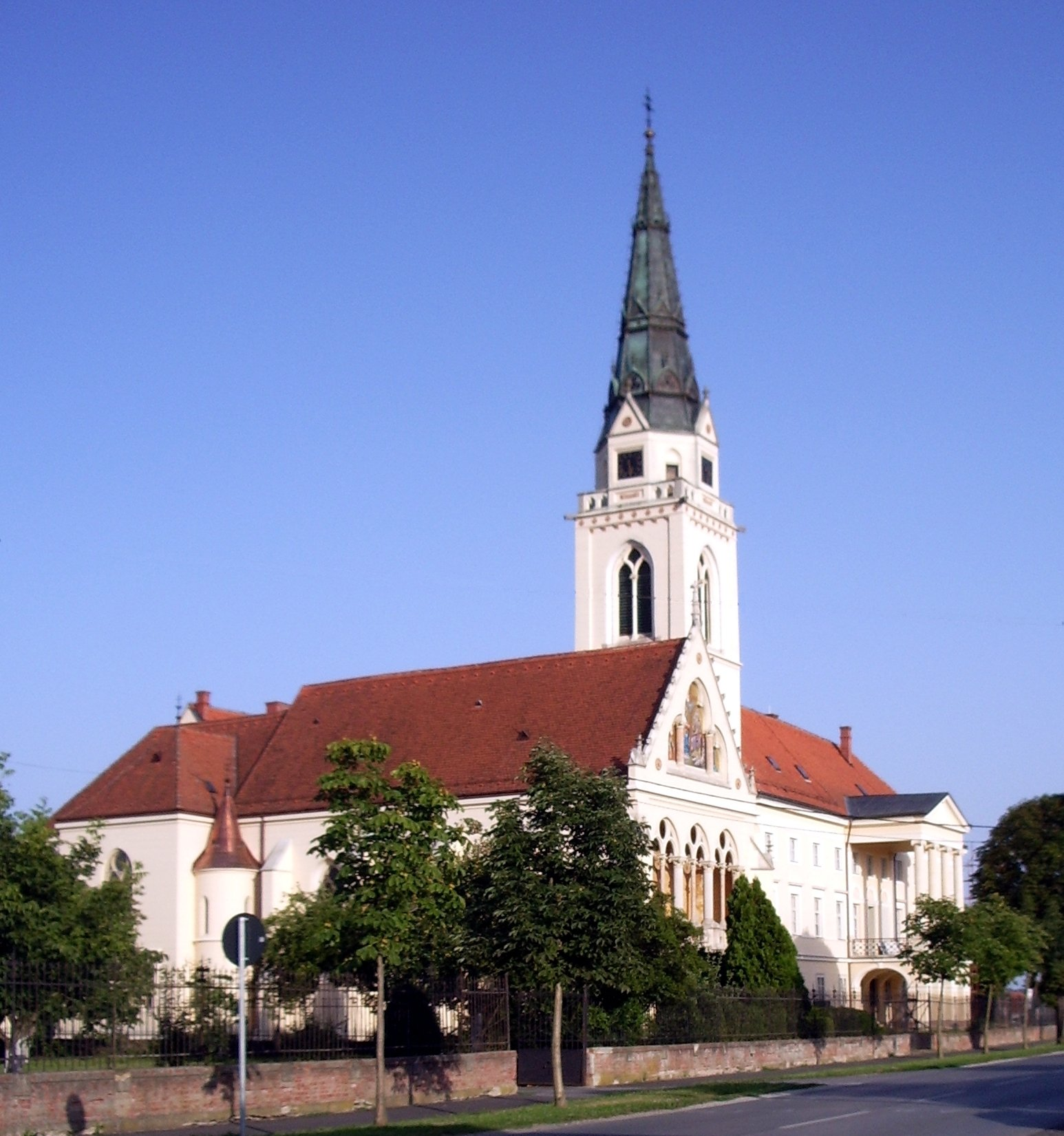
Собор Пресвятої Трійці в м. Крижевці, Хорватія
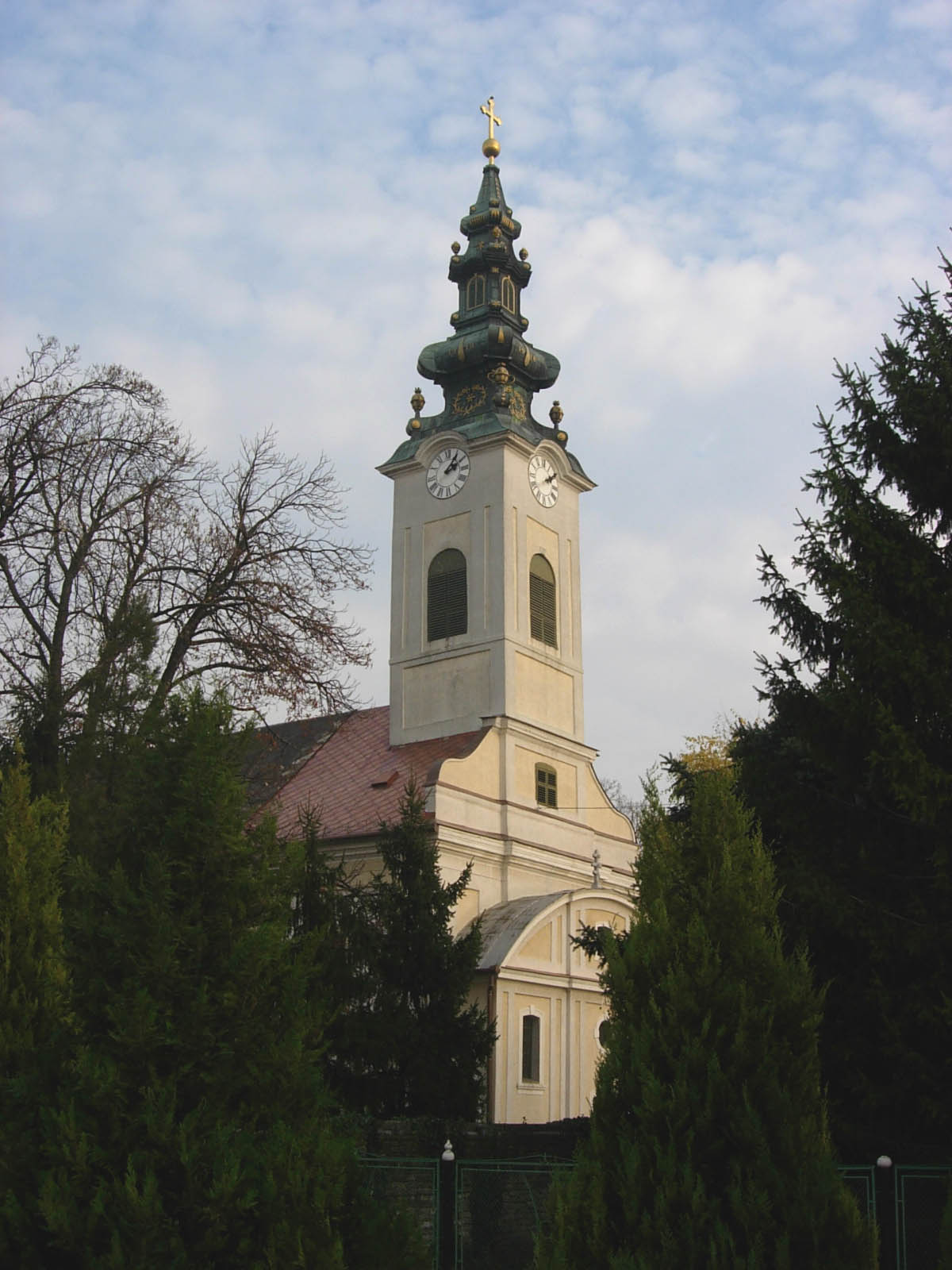
Катедральний собор апостольського екзархату Сербії й Чорногорії в Руському Керестурі, Сербія
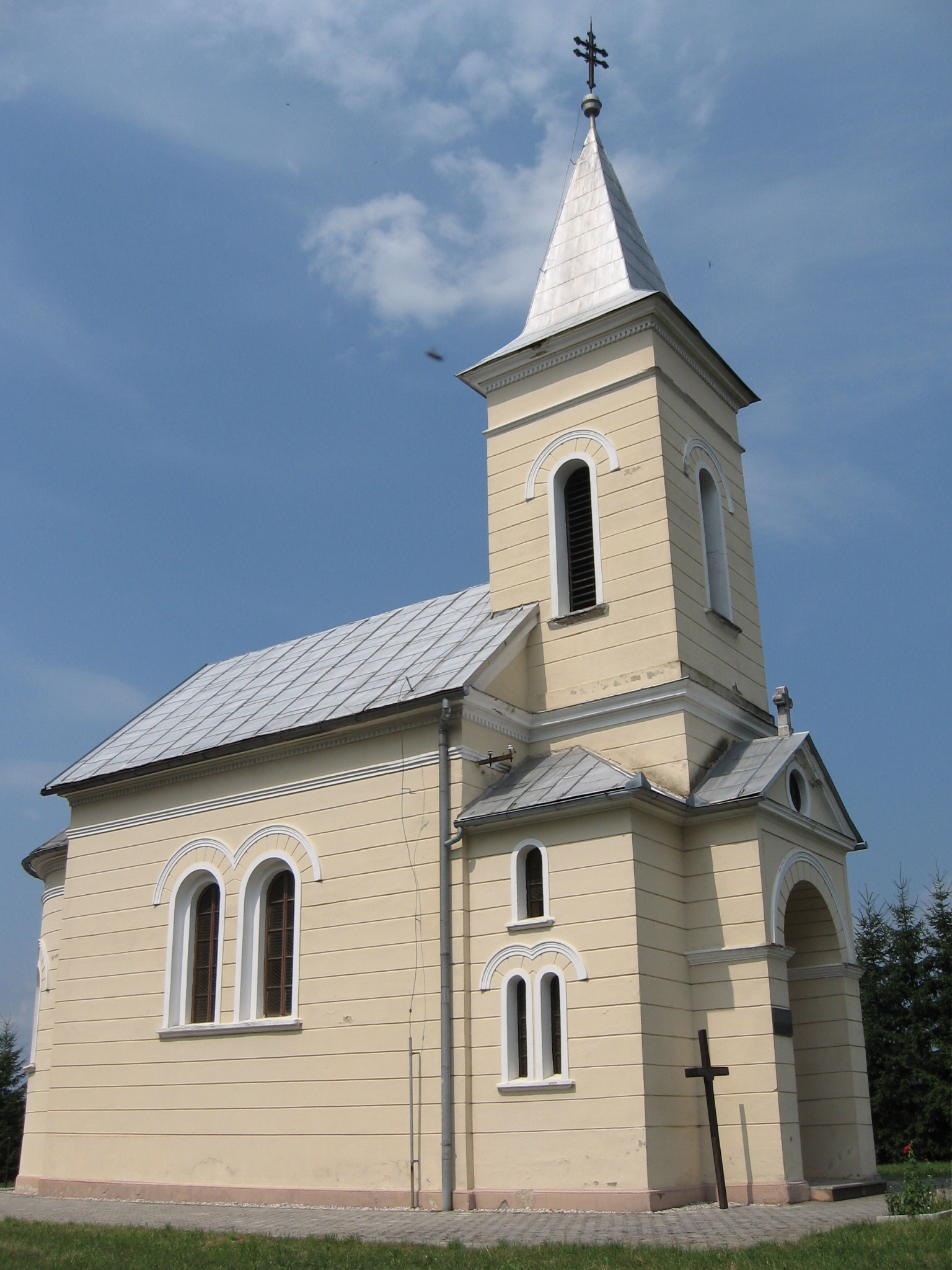
Греко-католицька церква св. Кирила і Методія в Метліці, Словенія
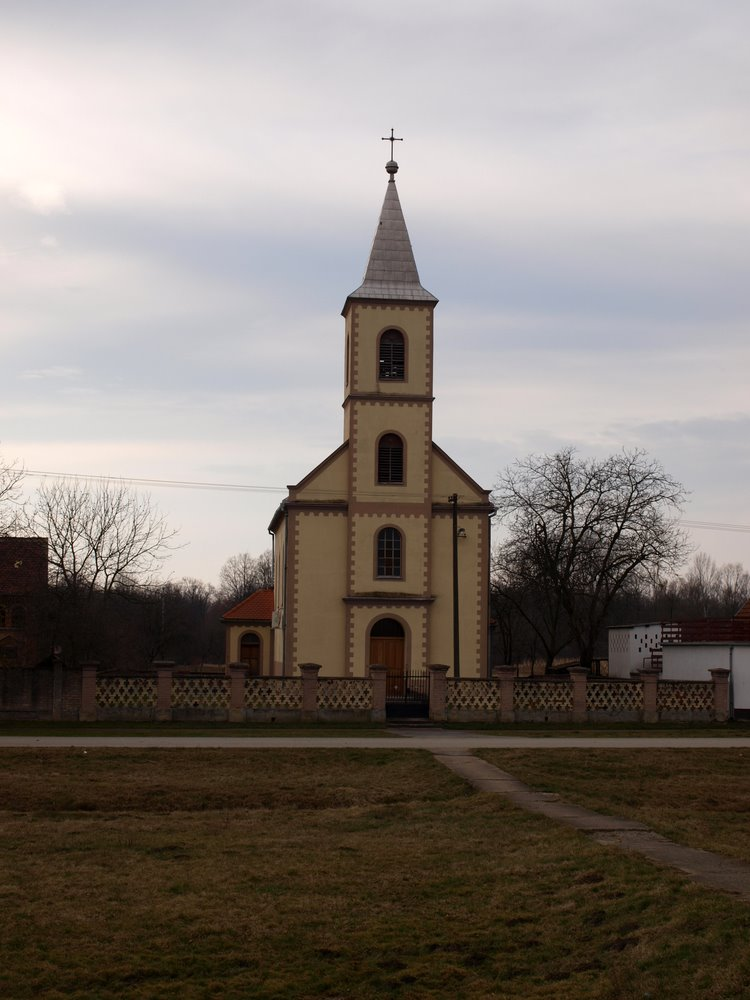
Греко-католицька церква в Канізі поблизу Славонського Брода
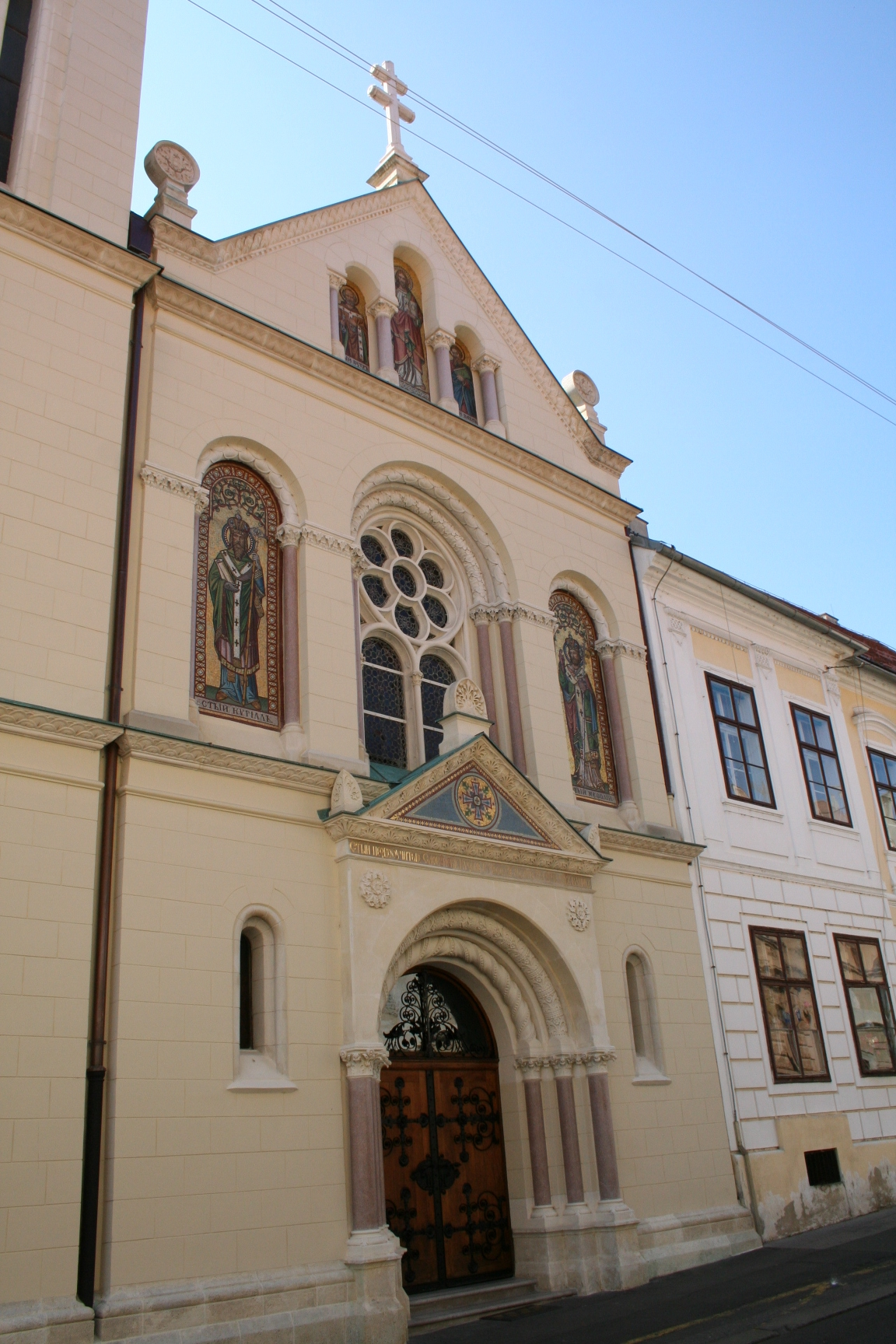
Церква святих Кирила і Методія в Загребі
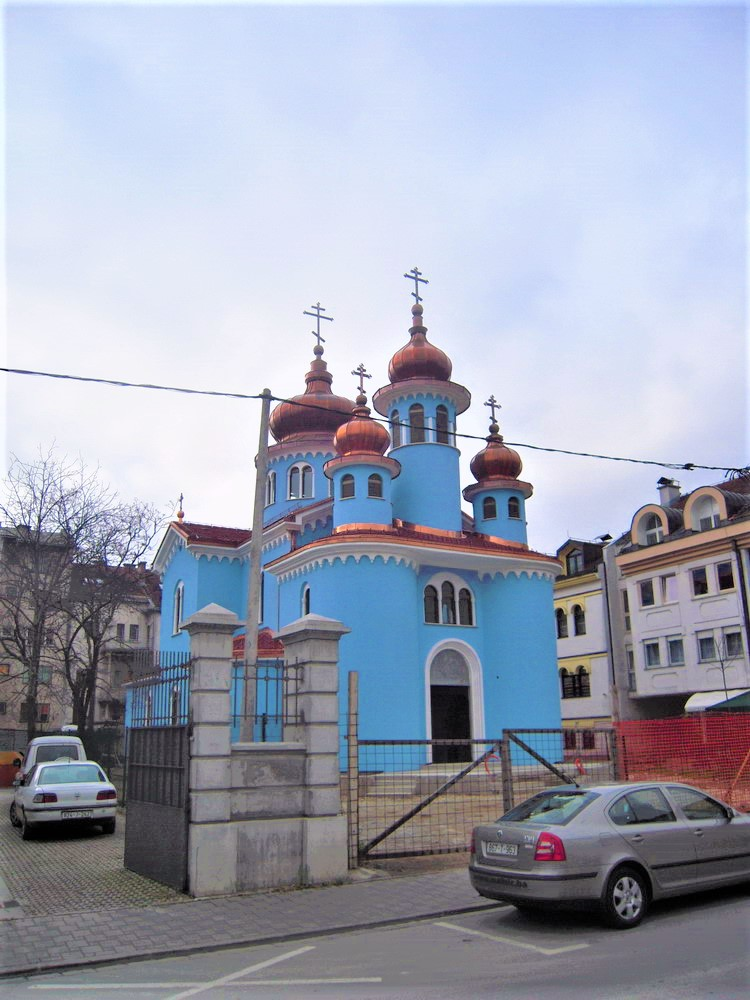
Греко-католицька церква Христа Царя в Баня-Луці, Боснія і Герцеговина